# Эль-Тигре (Венесуэла)
Эль-Тигре (исп. El Tigre) — город на северо-востоке Венесуэлы, на территории штата Ансоатеги. Является административным центром муниципалитета Симон-Родригес.

## История
Город был основан 23 февраля 1933 года в связи с открытием в окрестностях крупного месторождения нефти Офисина.

## Географическое положение
Эль-Тигре расположен в центральной части штата, на правом берегу реки Тигре (бассейн реки Ориноко), вблизи области битуминозных песков Ориноко, на расстоянии приблизительно 133 километров к юго-юго-востоку (SSE) от Барселоны, административного центра штата. Абсолютная высота — 269 метров над уровнем моря.

## Климат
Климат города характеризуется как тропический, с сухой зимой и дождливым летом (Aw в классификации климатов Кёппена). Среднегодовое количество атмосферных осадков — 1049 мм. Средняя годовая температура составляет 26,1 °C.

## Население
По данным переписи 2011 года численность населения Эль-Тигре составляла 179 333 человека.
Динамика численности населения города по годам:
| 2001    | 2011    |
| ------- | ------- |
| 145 743 | 179 333 |

## Экономика
Основу экономики Эль-Тигре составляет нефтедобывающая отрасль. В прилегающих районах развито сельскохозяйственное производство. Основными культурами возделываемыми на окрестных полях являются: арахис, томаты, кешью, кукуруза, картофель и сорго.